# Two Point Hospital
Two Point Hospital est un jeu vidéo de gestion édité par Sega et développé par Two Point Studios sorti le 30 août 2018 sur Windows et MacOS.
Trois DLC sont sortis entre fin 2018 et août 2019.
Une version consoles développé par Red Kite Games (filiale de Sumo Digital) est disponible le 25 février 2020 sur Xbox One, Playstation 4 et Nintendo Switch avec tous les DLC.

## Système de jeu
Principe général
Two Point Hospital est un jeu de gestion dans lequel le joueur doit construire et gérer un hôpital privé dans le comté de Two Point. L’objectif principal est de soigner des patients atteints de maladies fictives et excentriques, tout en maintenant la rentabilité de l’établissement.
Le jeu propose une campagne composée de plusieurs hôpitaux à développer successivement, chacun introduisant de nouveaux défis et contraintes. Le joueur doit équilibrer les finances, gérer le personnel, améliorer les installations et répondre aux besoins des patients pour maximiser la réputation de son hôpital.
Construction et aménagement
Le joueur dispose d’une liberté de conception pour construire son hôpital :
	•	Création et personnalisation des salles de soins (consultations, laboratoires, blocs opératoires, etc.).
	•	Placement du mobilier et des équipements pour optimiser l’efficacité et le confort.
	•	Possibilité d’agrandir l’hôpital en achetant de nouveaux bâtiments.
Gestion du personnel
Le recrutement et la gestion des employés sont essentiels au bon fonctionnement de l’hôpital. Chaque membre du personnel (médecins, infirmiers, assistants, agents d’entretien) possède des compétences et traits de personnalité influençant leur performance. Le joueur doit gérer les salaires, la formation et la motivation du personnel pour garantir un service optimal.
Patients et maladies
Les patients souffrent de maladies fictives et humoristiques, comme la “tête d’ampoule” (où leur tête est remplacée par une ampoule) ou la “monobrow” (sourcils envahissants). Chaque maladie nécessite un traitement spécifique, et certaines peuvent entraîner des urgences ou des épidémies.
Économie et réputation
Le joueur doit assurer la rentabilité de son établissement en équilibrant les coûts (salaires, équipement, recherche) et les revenus (consultations, traitements, subventions). Une bonne gestion permet d’améliorer la réputation de l’hôpital, attirant ainsi plus de patients et d’investisseurs.
Événements et défis
Divers événements viennent perturber la gestion quotidienne, comme des épidémies, des inspections...

## Accueil
Two Point Hospital a reçu un accueil globalement positif de la part de la critique et des joueurs. Le jeu est souvent salué pour son humour, son gameplay accessible et son hommage réussi à Theme Hospital. Cependant, certains critiques soulignent un certain manque de profondeur à long terme et une gestion parfois simpliste.
Critiques
Le jeu a obtenu des scores solides sur les principaux agrégateurs de critiques :
	•	Metacritic :
	•	PC : 83/100
	•	PlayStation 4 : 81/100
	•	Xbox One : 82/100
	•	Nintendo Switch : 80/100
Les critiques apprécient particulièrement la direction artistique colorée et l’humour absurde du jeu, qui rappellent l’esprit de Theme Hospital. La gestion des hôpitaux est jugée intuitive et addictive, bien que certains regrettent un manque de variété et des mécaniques qui deviennent répétitives après plusieurs heures de jeu.
Récompenses et nominations
Le jeu est nommé à plusieurs reprises dans des catégories liées aux jeux de simulation et de gestion, notamment aux Golden Joystick Awards et aux BAFTA Games Awards, bien qu’il ne remporte pas de prix majeur.
Extensions et mises à jour
Depuis sa sortie, le jeu bénéficie de plusieurs DLC ajoutant de nouveaux défis, maladies et environnements hospitaliers. Parmi les extensions notables, on retrouve Bigfoot, Pebberley Island et Off the Grid, qui apportent de nouvelles mécaniques et prolongent la durée de vie du jeu.